# Aisch
Aisch er en  knap 68 km lang biflod til Regnitz fra venstre, der løber i Mittel- og Oberfranken i Bayern i Tyskland.

## Geografi
Aisch har sit udspring ved Schwebheim i kommunen Burgbernheim, i nærheden af byen Bad Windsheim. 
Aisch løber via Neustadt an der Aisch og Höchstadt an der Aisch og ved  ved Trailsdorf (nord for Forchheim) løber den ud i Regnitz.

## Karakter
Som de fleste vestlige bifloder til Regnitz har Aisch kun et ringe fald og fører heller ikke nogen stor vandmængde. I den øvre del er Aisch ret lavvandet, og når ikke en dybde på over 1,5 m. Først i den nedre del kommer den op på 6 meters dybde, og en bredde på op til 15 m. 

## Kulturelt
Aisch er kendt for Aischgründer Spiegelkarpfen, der er panerede  karper, som regnes for en regional delikatesse, der er internationalt kendt. Langs Aisch i Aischgrund ligger 1.500 damme, hvor man siden middelalderen har opdrættet karper.
Langs flodens løb går den såkaldte Aischgründer Bierstraße fra Bad Windsheim til Höchstadt an der Aisch.

## Bifloder
- Rannach munder ud ved Bad Windsheim.
- Ehebach munder ud ved  Diespeck.
- Steinach munder ud ved  Gutenstetten.